# 洛克蒙·鄧巴
洛克蒙·鄧巴（英語：Rockmond Dunbar，1973年1月11日—），美國男演員。知名於FOX電視劇《越獄風雲》（2005年至2007年，2009年，2017年）的班傑明·麥爾斯·「百元鈔票」·富蘭克林，以及《混乱之子》（2011年至2013年）的伊萊·羅塞維爾特一角。其他作品如電視劇《絕地大探索》（1994年至1995年）、《靈魂大捕貼》（2000年至2004年）、《心計》（2013年至2015年）、《朝聖之路》（2016年至2017年）和《火速救援最前線》（2018年至今）。

## 早年
洛可蒙·鄧巴出生於加利福尼亞州伯克利。他曾就讀奧克蘭技術高中並畢業於莫爾豪斯學院，之後前往聖達菲學院與新墨西哥大學就學。

## 外部連結
- 洛克蒙·鄧巴在互联网电影资料库（IMDb）上的資料（英文）